# Krasnoarmeiskoje (Kaliningrad, Bagrationowsk)
Krasnoarmeiskoje (russisch Красноармейское, deutsch Sollau und Kilgis, litauisch Zalidava und Kilgis) ist der gemeinsame Name zweier ehemals selbständiger Orte in der russischen Oblast Kaliningrad. Sie gehören zur Landgemeinde Dolgorukowskoje im Rajon Bagrationowsk.

## Geographische Lage
Krasnoarmeiskoje liegt am östlichen Ufer des Flüsschens Pasmar (russisch: Maiskaja) und 14 Kilometer nordwestlich von Bagrationowsk (Preußisch Eylau). Durch den Ort führt eine Nebenstraße, die die Rajonshauptstadt und frühere Kreisstadt mit Krasnosnamenskoje (Dollstädt) und Slawskoje (Kreuzburg) verbindet und weiter bis zur russischen Regionalstraße 27A-002 (frühere russische R 516, ehemalige Reichsautobahn Berlin–Königsberg „Berlinka“) führt. Eine Bahnanbindung existiert nicht mehr. Vor 1945 war Kreuzburg (russisch: Slawskoje) die nächste Bahnstation an der Kleinbahn Tharau–Kreuzburg (Wladimirowo–Slawskoje).

## Geschichte

### Bis 1945

#### Krasnoarmeiskoje/Sollau
Der einst Sollau genannte Ortsteil Krasnoarmeiskojes geht in seiner Gründung bis in das Jahr 1419 zurück. Im Jahre 1874 bildeten die beiden noch getrennten Landgemeinden Adlig Sollau und Königlich Sollau zusammen mit dem Gutsbezirk Kilgis (heute russisch auch: Krasnoarmeiskoje, bis 1992: Saretschje) den neu geschaffenen Amtsbezirk Kilgis, der bis 1945 bestand. Er gehörte zum Landkreis Preußisch Eylau im Regierungsbezirk Königsberg der preußischen Provinz Ostpreußen.
Im Jahre 1910 zählte Adlig Sollau 39 und Königlich Sollau 172 Einwohner. Am 28. Juni 1927 fusionierten beide Orte zur neuen Landgemeinde Sollau. 1933 lebten hier 173, 1939 bereits 187 Menschen.
Infolge des Zweiten Weltkrieges kam Sollau innerhalb des nördlichen Ostpreußens 1945 zur Sowjetunion und erhielt ein Jahr später die russische Bezeichnung Krasnoarmeiskoje.

#### Krasnoarmeiskoje (Saretschje)/Kilgis

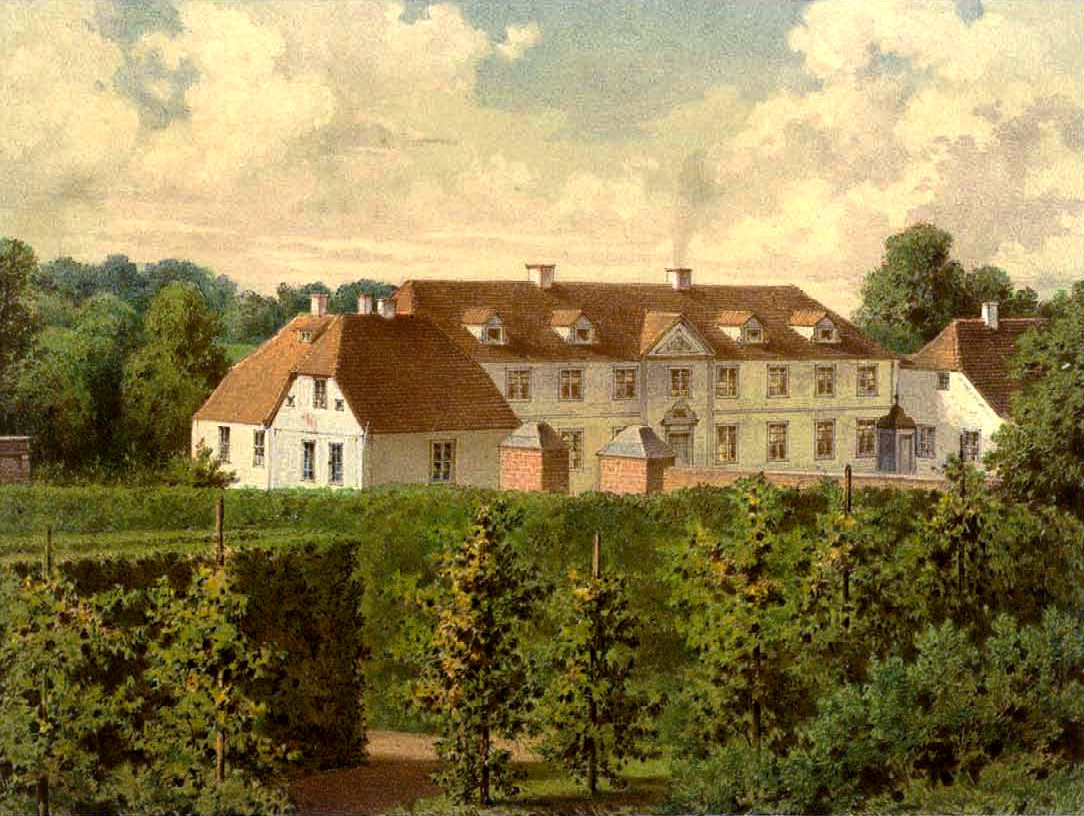
Schloss Kilgis um 1860, Sammlung Alexander Duncker

Das ehemalige Kilgis wurde am 7. Mai 1874 Sitz und namensgebender Ort für den neuen Amtsbezirk Kilgis, der bis 1945 zum Landkreis Preußisch Eylau im Regierungsbezirk Königsberg in der preußischen Provinz Ostpreußen gehörte.
In dem Amtsdorf lebten im Jahre 1910 431 Einwohner. Ihre Zahl, miteingerechnet die Einwohner der Ortsteile Groß Park (russisch: Gussewo), Klein Park (Lugowoje), Neu Sollau (Salessje) und Plembach, kam 1933 nur noch auf 270 und betrug 1939 noch 300.
Seit 1945 zur Sowjetunion gehörend, bekam Kilgis 1946 den russischen Namen „Saretschje“.

##### Amtsbezirk Kilgis (1874–1945)
Zwischen 1874 und 1945 bildete Kilgis einen eigenen Amtsbezirk im Landkreis Preußisch Eylau im Regierungsbezirk Königsberg der preußischen Provinz Ostpreußen. Eingegliedert waren die Landgemeinden (LG) bzw. der Gutsbezirk (GB):
| Deutscher Name      | Russischer Name                       | Bemerkungen                           |
| ------------------- | ------------------------------------- | ------------------------------------- |
| LG Adlig Sollau     | Krasnoarmeiskoje                      | 1927 zusammengeschlossen zur          |
| LG Königlich Sollau | Krasnoarmeiskoje                      | neuen Landgemeinde Sollau             |
| GB Kilgis           | Saretschje, ab 1993: Krasnoarmeiskoje | 1929 in eine Landgemeinde umgewandelt |

Im Jahre 1945 bestand der Amtsbezirk Kilgis aus den beiden Gemeinde Sollau und Kilgis.

### Seit 1946
Die beiden mit den russischen Namen Krasnoarmeiskoje (Sollau) und Saretschje (Kilgis, später auch Krasnoarmeiskoje) benannten Orte waren bis zum Jahre 2008 in den Dorfsowjet bzw. Dorfbezirk Puschkinski eingegliedert. Seither ist Krasnoarmeiskoje aufgrund einer Struktur- und Verwaltungsreform eine als „Siedlung“ (russisch: possjolok) eingestufte Ortschaft innerhalb der Landgemeinde Dolgorukowo.

## Kirche
Vor 1945 war die Bevölkerung von Sollau und Kilgis fast ausnahmslos evangelischer Konfession. Beide Orte waren in das Kirchspiel Kreuzburg (heute russisch: Slawskoje) eingepfarrt. Es gehörte zum Kirchenkreis Preußisch Eylau (Bagrationowsk) innerhalb der Kirchenprovinz Ostpreußen der Kirche der Altpreußischen Union. Letzter deutscher Geistlicher war Pfarrer Arno Stritzel.
Heute liegt Krasnoarmeiskoje im Einzugsgebiet der in den 1990er Jahren neu entstandenen evangelisch-lutherischen Dorfkirchengemeinde in Gwardeiskoje (Mühlhausen). Sie ist eine Filialgemeinde der Auferstehungskirche in Kaliningrad (Königsberg) und gehört zur Propstei Kaliningrad der Evangelisch-lutherischen Kirche Europäisches Russland (ELKER).